# Wenceslaus van Żagań
Wenceslaus van Żagań, Wacław żagański, (rond 1434 - 29 april 1488) was hertog van Żagań-Przewóz sinds 1439 (samen met zijn broers) en vanaf 1449 hertog van Przewóz (samen met Jan II de Krankzinnige).
Hij was de derde zoon van Jan I van Żagań en van Scholastica van Wettin, dochter van Rudolf III van Saksen, keurvorst van Saksen.
Na de dood van hun vader in 1439 erfde Wenceslaus het hertogdom Żagań-Przewóz, samen met zijn broers Balthasar, Rudolf en Jan II de Krankzinnige. 
In 1449 werd het hertogdom in tweeën gedeeld: Żagań en Przewóz. Wenceslaus kreeg Przewóz samen met zijn broer Jan II. Door zijn mentale achterstand nam Wenceslaus echter niet deel aan het politieke leven. In 1454 werd Jan II de wettelijke voogd van Wenceslaus. Wanneer in 1472 Jan II het hertogdom Żagań verkoopt aan de heersers van Saksen, Ernst en Alrecht, kreeg Wenceslaus 2.100 złoty als pensioen. In 1476 doet Wenceslaus afstand van zijn rechten op het hertogdom Głogów voor een rente van 400 gulden en verhuist naar Wrocław, waar hij intreedt in het klooster van Sint-Barbara. Hij neemt daar actief deel aan het religieuze leven van de stad. In 1478 doet hij zijn laatste wilsbeschikking waarin hij zijn eigendom en renten toewijst voor de bouw van een kerk in Sint-Barbara.